# Municipio de Kandiyohi (Dakota del Norte)
El municipio de Kandiyohi (en inglés: Kandiyohi Township) es un municipio ubicado en el condado de Burke en el estado estadounidense de Dakota del Norte. En el año 2010 tenía una población de 39 habitantes y una densidad poblacional de 0,42 personas por km².

## Geografía
El municipio de Kandiyohi se encuentra ubicado en las coordenadas 48°34′59″N 102°19′11″O / 48.58306, -102.31972. Según la Oficina del Censo de los Estados Unidos, el municipio tiene una superficie total de 92.99 km², de la cual 86,03 km² corresponden a tierra firme y (7,48 %) 6,96 km² es agua.

## Demografía
Según el censo de 2010, había 39 personas residiendo en el municipio de Kandiyohi. La densidad de población era de 0,42 hab./km². De los 39 habitantes, el municipio de Kandiyohi estaba compuesto por el 100 % blancos. Del total de la población el 0 % eran hispanos o latinos de cualquier raza.